# Lindsey Stirling
Lindsey Stirling (* 21. září 1986 Santa Ana, Kalifornie) je americká houslistka, zpěvačka, tanečnice a skladatelka. Prezentuje se choreografickými houslovými vystoupeními, která představuje jak živě, tak i na svém kanále na YouTube s názvem Lindsey Stirling, který založila v roce 2007.
Hraje různé hudební žánry, od klasiky, přes pop a hip-hop až po elektronickou taneční hudbu. Kromě vlastní hudby její diskografie zahrnuje také vlastní úpravy písní jiných hudebníků a různých soundtracků. Její video Crystallize bylo osmým nejsledovanějším v roce 2012 a její coververze na skladbu Radioactive, na které spolupracovala s Pentatonix, získala ocenění na prvních YouTube Music Awards v roce 2013 v kategorii odezva roku. V roce 2014 prodala milión singlů a v roce 2015 její kanál na YouTube sledovalo přes 6,5 miliónů lidí a celkový počet zhlédnutí jejích videí přesahoval 1 miliardu.
V roce 2015 byla zařazena do žebříčku „30 pod 30 v hudbě“ magazínu Forbes. Magazín zmínil její účast ve čtvrtfinále soutěže Amerika má talent v roce 2010, 2. místo v hitparádě Billboard 200 alba Shatter Me a 6 miliónů lidí, kteří sledují její YouTube kanál.
Její debutové album zaznamenalo velký úspěch v Evropě. Prodalo se jej přes 200 tisíc kopií v Německu, kde získalo platinové ocenění a prodejních úspěchů se dočkalo i ve Švýcarsku, Rakousku a Polsku. Nominováno také bylo v roce 2014 na Billboard Music Award v kategorii top taneční/elektronické album.

## Počátky
Narodila se ve městě Santa Ana v Kalifornii. O svém dětství říká, že byla vychovávána ve skromné domácnosti a neměnila by svá dětská léta za nic. Vzhledem k omezeným finančním možnostem její rodiny si její rodiče mohli dovolit platit jí pouze půlku lekce houslí týdně a dle slov jejího učitele se „dítě nenaučí hrát na housle za pouhých 15 minut týdně". Její rodiče na tom však trvali a tak jako šestiletá začala hrát na housle.
Když jí bylo 16 let, žila v Gilbertu v Arizoně a chodila na Mesquite High School. Tam se svými čtyřmi přáteli založila rockovou kapelu Stomp on Melvin. Pro kapelu napsala vlastní houslové solo k Violin Rock a to jí pomohlo vyhrát státní titul v Arizona Junior Miss a získat cenu Spirit Award ve finále America Junior Miss. Byla také asi rok členkou kapely Charleyho Jenkinse.

## Kariéra

### Tanec
Od dětství byla Lindsey fascinována tancem a chtěla chodit na lekce houslí i tančení. Při rozhovoru pro NewMediaRockstars sdělila: „…od té doby, co jsem byla malá, jsem vždy doufala, že budu moci tancovat, ale rodiče mi řekli, že si můžu vybrat buď housle, nebo tanec, nemůžeme si dovolit obojí, a já si vybrala housle. Takže tohle je tak trochu naplnění – je vtipné to říkat, ale tohle je něco, co jsem vždycky chtěla dělat.“
Ohromila porotu v soutěži Amerika má talent, ne jenom mícháním hip-hopové a klasické hudby, ale zapojením tance do hry na housle, což dělá také na svých turné a ve svých hudebních videoklipech. Na živém chatu o tom mluvila takto: „Je velice nepřirozené tancovat během hraní na housle. Musela jsem hodně cvičit, abych se naučila jak na to, ale teď je to součástí mého vyjádření a je to pro mě přirozené. Skladbu musím perfektně znát, než jsem vůbec schopná se pohybovat. Jakmile ji znám dokonale, můžu si užívat zábavu při hraní.“ Nejen při jejích představeních, ale i v její hudbě má tanec velký vliv. „Miluji taneční hudbu a tak jsem začala s ní a napsala jsem Transcendence, Electric Daisy Violin a Spontaneous Me.”
V říjnu 2013 oznámila, že se bude účastnit třetí řady taneční soutěže Dance Showdown, jejíž výherce je odměněn 50 000 dolary. Lindsey byla druhá ze tří finalistů, ale padesát tisíc dolarů nevyhrála navzdory tomu, že porotci vychvalovali všechna tři vystoupení, která zatančila se svým tanečním partnerem Anžem Škrubem. Jedna z porotkyň, Laurieann Gibson, řekla o jejím druhém vystoupení, že je “jedno z nejlepších”, jaké kdy v soutěži viděla a o jejím posledním prohlásila, že je nejlepší, jaké kdy viděla.

### 2010–2012: Amerika má talent a debutové studiové album
V roce 2010, když jí bylo 23, se Lindsey stala čtvrtfinalistkou páté řady Amerika má talent, kde sama sebe popsala jako „hip hop houslistku“. Její výkony byly porotci nazvány jako „elektrizující“ a rychle získala ohlas publika, ale poté, co se pokusila zrychlit své taneční kroky ve svém čtvrtfinálovém postavení, jí porotce Piers Morgan řekl: „Nejsi netalentovaná, ale nejsi dost dobrá na to, abys poletovala vzduchem a při tom se snažila hrát na housle. Sharon Osbourne se vyjádřila takto: „Potřebuješ být ve skupině… To, co děláš, nestačí k naplnění divadla ve Vegas.“ Na svém blogu se Lindsey svěřila: „Byla jsem výsledky zničená… Bylo to bolestivé a tak trochu ponižující. Nicméně jsem se musela znovu naučit, jak a odkud čerpat svou sílu.“ Rozhodla se pokračovat ve snaze, aby byl její jedinečný styl přijat, a začala se prosazovat na internetu. V roce 2012 při rozhovoru poznamenala: „Hodně lidí mi při té cestě řeklo, že můj styl a moje hudba je nepřijatelná. Ale jediný důvod, proč jsem úspěšná, je ten, že jsem zůstala věrná sama sobě.“
Krátce po jejím vystoupení v Amerika má talent ji oslovil kameraman Devin Graham s přáním natočit společné video na YouTube. Dohodli se na natočení videa pro její skladbu Spontaneous me. Bylo natočeno v květnu 2011. Toto video nastartovalo její popularitu a Lindsey začala tvořit videa na YouTube pravidelně. Devin Graham v tomto období točil téměř všechna její videa. Její YouTube kanál, v té době pojmenovaný Lindseystomp, se velice rychle stal známý a k březnu 2015 měl přes 6 milionů odběratelů a téměř 950 milionů zhlédnutí. Lindsey také v září 2012 vytvořila svůj druhý kanál, LindseyTime, ve kterém můžeme vidět videa z jejího života, vlogy nebo videa ze zákulisí natáčení, koncertů a podobně.
Lindsey experimentovala s kombinováním hry na housle a hip hop hudby nebo dubstepu. V oblasti hudby spolupracovala s takovými, jako jsou Shaun Barrowes (Don't Carry It All – od The Decemberists), Jake Bruene a Frank Sacramone (Party Rock Anthem – LMFAO), Tay Zonday (Mama Economy), Peter Hollens (Skyrim, A Thousand Years, Hra o trůny a Star Wars), Alisha Popat (We Found Love), John Allred (Tomb), Aimee Proal (A Thousand Years), Megan Nicole (Starships), The Piano Guys (Mission: Impossible), Debi Johanson (River Flows in You, Phantom of the Opera), Sam Tsui (Heads Up), Tyler Ward (I Knew You Were Trouble, Thrift Shop), Kurt Hugo Schneider (Pokemón Dubstep Remix a A Thousand Years), John Legend (All of Me), Chester See (I Knew You Were Trouble), a Pentatonix (Radioactive, Papaoutai). Spolupracovala také s orchestrem Salt Lake Pops a zpěvákem Alexem Boye.
Její první album, které pojmenovala po sobě, bylo vydáno 18. září 2012 ve spojení se severoamerickým turné, které dokončila 26. listopadu. Své druhé turné oznámila jako „testovací turné“ pro Evropu. Začalo v lednu 2013 a Lindsey navštívila 55 měst v Evropě, Kanadě a Spojených státech.
V prosinci 2012 YouTube oznámilo, že její video Crystallize bylo se 42 miliony zhlédnutí osmé nejsledovanější video roku 2012.

### 2013–dosud: První světové turné,Shatter MeaThe Only Pirate at the Party
Dne 22. dubna 2013 manažer Lady Gaga Troy Carter oznámil, že s Lindsey podepsal smlouvu poté, co byl ohromen jejím nárůstem popularity v médiích. „Když se podíváte na čísla, automaticky můžete vidět, že tato dívka ví, jak tahat za nitky a pochopila, že YouTube je nejlepší cesta, jak zapojit fanoušky online i offline.“ řekl Carter. Lindsey, která dříve odmítala pracovat s ostatními manažerskými společnostmi, vysvětlila svou novou dohodu s Carterem takto: „Ale v Atom Factory řešili vždy aktuální záležitosti a po celou dobu zkoušeli nové věci, takže jsem se cítila kreativně, když jsem se s nimi scházela.“ Dne 21. června Lindsey v Německu dostala své první zlaté ocenění a další měsíc jej dostala i ve Švýcarsku a Rakousku. Časopis Billboard 2. srpna oznámil, že se ve Spojených státech prodalo více než 150 000 kopií jejího studiového alba a že se stala druhým nejlépe prodávaným umělcem v kategorii „Classical Crossover“ v roce 2013, hned za albem Passione od Andrey Bocelliho.
V červnu 2013 také vystupovala v Miss Švýcarsko a v červenci se přidala k Nathanu Pachecovi, The Orchestra at Temple Square a Mormon Tabernacle Choir a v Konferenčním centru v Salt Lake City se zúčastnila výročního Pioneer Day. V této době také oznámila své první turné po Austrálii, Jižní Koreji a Japonsku. Její YouTube kanál přesáhl tři miliony odběratelů 31. srpna a 4. září, téměř po roce na turné, ho uzavřela posledním koncertem v Londýně. Dne 12. září vystupovala na charitativním plesu Dreamball 2013 v hotelu Ritz Carlton v Berlíně. O dva týdny později na svých oficiálních stránkách oznámila, že chystá druhé album.
Skoro rok po oficiálním vydání prvního studiového alba byla 29. října 2013 vydána exkluzivní deluxe verze, obsahující nově nahrané verze a remixy jejích nejznámějších skladeb jako Crystallize, Elements nebo Transcendence. V prodejnách Target bylo možno zakoupit album s čtyřmi bonusovými nahrávkami, ostatní prodejci měli jenom dvě. Lindsey v prvním týdnu prodala 10 000 kopií svého rozšířeného alba, což pro ní bylo rekordní a album se v žebříčku Billboard 200 vyšplhalo ze 79. příčky na 23. Těsně před tím vystupovala v talk show Conan.
Dne 3. listopadu 2013 vyhrál cover na píseň Radioactive, který nahrála společně s Pentatonix, cenu YouTube Music Award v kategorii „Odezva roku“. Na této akci také živě vystupovala. Dne 16. prosince vyhlásila první data koncertů turné 2014 v Kanadě a Spojených státech, z nichž některé byly vyprodány v prvních prodejních dnech.
Objevila se také na několika žebříčcích časopisu Billboard – 3. místo v kategorii Umělec s klasickým albem, 2. místo za Klasické album a 3. místo v kategorii Taneční/Elektronické album.
Na začátku roku 2014 se její album Lindsey Stirling stalo zlatým v Polsku a získalo své první platinové ocenění v Německu a později i Rakousku. Lindsey 4. února získala své první zlaté ocenění RIAA za skladbu Crystallize. 26. února poprvé vydala své album ve Francii, kde se za první týden prodalo téměř 5000 kopií. Poprvé se objevila v Latinské Americe 5. března, kde vystupovala na třech koncertech v Mexico City.
V tomto roce byla nominována na hudební ceny ECHO ve dvou kategoriích: Crossover a Mezinárodní nováček a 28. března vyhrála v kategorii Crossover.
V březnu Lindsey vydala video, na kterém oznámila, že její druhé studiové album Shatter Me vyjde v květnu. Také vytvořila účet na PledgeMusic, kde si posluchači mohli koupit nové album a exkluzivní předměty jako podepsané plakáty, video adresované přímo jim nebo dokonce Skype hovor s Lindsey. Hned první den bylo podepsané Shatter Me CD vyprodáno. Dne 25. března Lindsey oficiálně vydala první skladbu z nového alba, nazvanou Beyond the Veil, doprovázenou videem. Dne 8. dubna byla vydána píseň Beautiful Times, na níž spolupracovala s Owl City.
Druhé video se skladbou z nadcházejícího alba, nazvanou Shatter Me, vydala 23. dubna a za první den nasbíralo 1,3 milionu zhlédnutí. Album Shatter Me bylo vydáno 29. dubna v Evropě a 2. května ve Spojených státech, kde se prodalo 56 000 kopií za první týden a dostalo se na druhé místo v Billboard 200. V Evropě mělo album také velký úspěch a dosáhlo do Top 5 ve Švédsku a Německu a na první místo v Rakousku. Dne 18. května se zúčastnila předávání cen Billboard, kde bylo její debutové album nominováno v kategorii Nejlepší taneční/elektronické album. Zde také zahrála skladbu Beyond the Veil.

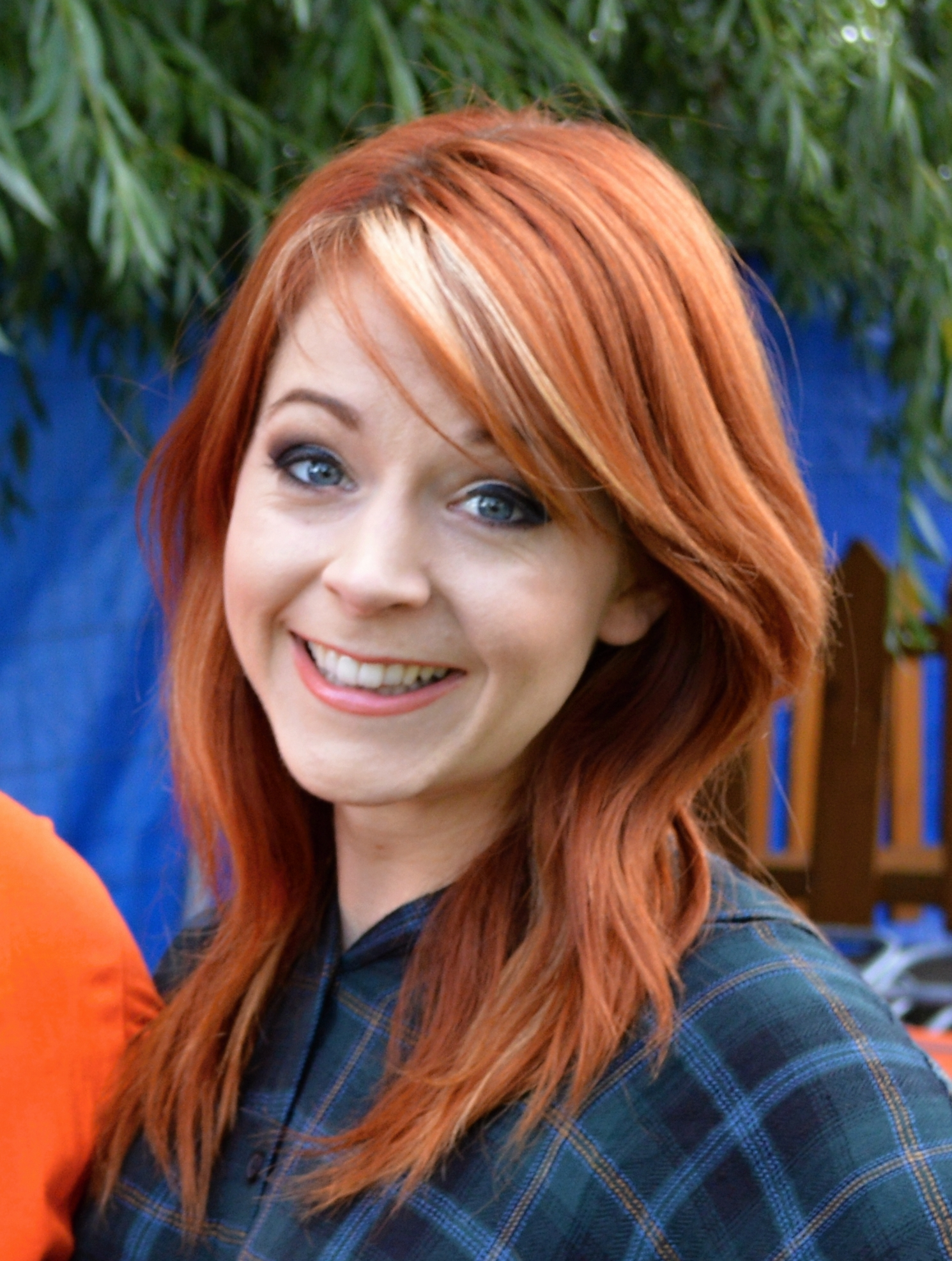
Lindsey Stirling při VIP Meet & Greet před koncertem ve Žlutých lázních v Praze (červenec 2015)

Její druhé světové turné, obsahující 77 koncertů, začalo 13. května v San Diegu. Turné bylo uskutečněno na podporu nového alba Shatter Me a jako členové týmu se zúčastnili Jason Gaviati a Drew Steen (kteří s Lindsey vystupovali už během prvního turné) a noví tanečníci Stephen Jones a Peter Styles s choreografem Anžem Škrubem.
Dne 2. června Billboard oznámil, že Lindseyino druhé album Shatter Me bylo na třetím místě s nejvíce prodanými kusy za první půlrok v kategorii taneční/elektronické album hned za Random Access Memories od Daft Punk a Artpop od Lady Gaga. Ve stejném žebříčku bylo její debutové album na šestém místě s 108 000 kopiemi prodanými v prvním pololetí roku 2014. Její hit Crystallize dosáhl 100 milionů zhlédnutí 27. července. O šest dní později na svůj Twitter účet napsala, že byla nominována na ceny Teen Choice. Dne 6. srpna se po čtyřech letech znovu objevila v Amerika má talent, kde vystupovala jako host a se zpěvačkou Lzzy Hale zahrály skladbu Shatter Me.
V srpnu bylo odhaleno, že se Lindsey zúčastní dvou spoluprací. První z nich byla se skupinou Pentatonix na písni Papaoutai a druhá se zpěvačkou Jessie J na písni „Loud“, která se objevila na desce Sweet Talker. Dne 29. září Lindsey oznámila, že se v listopadu přidá k turné tenora Andrey Bocelliho ve Spojeném království a Irsku. Evropskou část turné Shatter Me začala 4. října ve Finsku a 20. října vystoupila poprvé v Praze. Dne 24. listopadu turné rozšířila o koncerty v Severní Americe a Oceánii. Ten samý den také vystupovala v Today Show se skladbou Roundtable Rival. Dne 5. prosince vystupovala na Video Game Awards.
V žebříčcích časopisu Billboard se na konci roku vyšplhala na nejvyšší příčku v kategoriích Klasické album a Umělec s klasickým albem. Její druhé album bylo také desáté v kategorii nezávislých alb a čtvrté v kategorii Taneční/Elektronické album. Ona sama obsadila druhé místo v kategorii Umělec s tanečním/elektronickým albem a páté místo jako nezávislý umělec a Umělec s nejlepším tanečním/elektronickým albem.
Dne 9. ledna 2015 byla uvedena v časopise Forbes v seznamu „30 pod 30“ jako jeden z mála hudebníků uvedených v top třicítce uznávaných celebrit pod třicet let. Ten samý den Billboard oznámil, že Shatter Me a Lindsey Stirling se dostaly na první a druhou pozici v nejlépe prodávajících se tanečních/elektronických alb v roce 2014. Dne 7. února vystupovala na 17. výročním Legacy koncertu nadace Grammy. O pár dní později Lindsey oznámila, že její koncert z Londýna budou od března vysílat veřejné televize pod názvem Lindsey Stirling: Live from London. Bylo potvrzeno, že vysílání proběhne i ve Spojených státech.
Dne 2. března bylo zveřejněno, že Lindsey podruhé vyhrála cenu YouTube Music Awards spolu s dalšími 49 umělci. Padesát vybraných umělců byli právě ti s největším přírůstkem zhlédnutí, odběratelů a účastí v posledních šesti měsících. YouTube Music Awards se konaly 23. března a třináct umělců při nich zveřejnilo nová originální videa. Při té příležitosti Lindsey vydala video pro Take Flight. Dne 26. března se zúčastnila předávání cen ECHO, kde vystupovala s Andreasem Bouranim. Vyhrála zde v kategorii Best Crossover Act.
V létě 2015 se Lindsey vydala na další evropské turné a 11. července 2015 vystoupila ve Žlutých lázních v Praze.
Dne 12. ledna 2016 vyšla Lindsey očekávaná kniha The Only Pirate At The Party, na které se podílela se svou mladší sestrou Brooke S. Passey. Kniha je vlastně autobiografií určité části jejího života z pohledu nejen Lindsey ale i její sestry.

### Album a filmBrave Enough, vánoční albumWarmer in the Winter,Artemis
Dne 19. srpna 2016 vyšlo nové, již třetí studiové album s názvem Brave Enough. Ještě před vydáním vyšlo první hudební video z tohoto alba „The Arena“. Stirling k nahrání tohoto alba přizvala větší množství dalších hudebníků, než jaké bylo obvyklé u dříve vydaných desek. Slyšet tak na Brave Enough můžeme hlasy hudebníků, ke kterým patří například Christina Perri nebo ZZ Ward.
Stejně jako u předchozích alb, i toto Lindsey podpořila světovým koncertním turné, které se na přelomu února a března 2017 díky dvěma koncertům zastavilo i v Praze, konkrétně ve Foru Karlín.
Z americké části tohoto turné byl pak pořízen záznam, který byl následně sestříhán do 75 minut dlouhého dokumentárního filmu s logickým názvem Brave Enough. Jeho oficiální promítání proběhlo již i v České republice, a to v rámci Festivalu Fantazie, kde jej divákům představil oficiální česko-slovenský fanklub.
V září 2017 pak Lindsey Stirling oznámila, že chystá nové vánoční album s názvem Warmer in the Winter, ke kterému se bude pojit i podzimní turné po USA.
Na jaře 2018 Lindsey Stirling oznámila, že v létě toho roku vyrazí na společné turné s kapelou Evanescence. Turné bude obsahovat 32 koncertů, začne v červenci a skončí v září. Zavítá pouze do států USA a Kanady.
Dne 21. června 2019 vyšlo nové hudební video, nazvané Underground, jež bylo první skladbou z chystaného alba Artemis. Nové album vyšlo ve světě 6. září 2019 a opět je podpořeno novým turné jak po Evropě tak Americe. V Praze bude Lindsey Stirling vystupovat 8. října 2019 v O2 Universum v Praze.

## Dobročinnost
Dne 1. října 2013 se tým Lindsey Stirling spojil s neziskovým Atlanta Music Project s cílem pomoci dětem, které by jinak neměly šanci, oceňovat hudbu. Posláním Atlanta Music Project bylo „podporovat společenské změny tím, že dají možnost mladým lidem učit se a účinkovat v orchestrech a sborech“. Pro tuto příležitost Lindsey vytvořila dvě limitované edice Lindsey Stirling/The Power of Music triček. Peníze z prodeje těchto triček šly přímo do Atlanta Music Project ke splnění cíle vybrat dost peněz k tomu, aby bylo hudební vzdělání dopřáno 50 dětem.
Dne 22. března 2014 Lindsey vystupovala s Cirque de Soleil při příležitosti druhého One Nigt for One Dorp v Las Vegas, který byl uspořádán k oslavě světového dne vody a měl povzbudit lidi k tomu, aby šetřili vodní zdroje ve snaze zajistit pitnou vodu všem.

## Osobní život
Studovala na Univerzitě Brighama Younga ve městě Provo v Utahu. Studovala zde filmovou tvorbu. Stala se misionářkou pro Církev Ježíše Krista Svatých posledních dnů v New Yorku. Příběh, který napsala o své misii, byl později vydán ve sbírce Do Not Attempt in Heels: Mission Stories and Advice from Sisters Who've Been There. Domů se vrátila v roce 2009 a pokračovala ve studiu na BYU. V prosinci 2012 se přestěhovala zpátky ke své rodině do Arizony. Nyní přebývá v Los Angeles.
Krátce randila s filmařem Devinem Grahamem, který s ní sdílel vysokou školu i církev. Začali spolu randit po natočení videoklipu ke Crystallize a Graham se přestěhoval do Utahu.
Lindsey také veřejně promluvila o svém boji s anorexií. Objevila tuto poruchu během práce v léčebném centru pro dívky s problémy. V interview s Good Morning America řekla, že píseň Shatter Me je „vlastně můj příběh o překonávání poruchy příjmu potravy“. Přebal alba, který ukazuje „zdánlivě perfektně vypadající balerínu stojící uprostřed prasklé skleněné koule“, je odkaz na její potíže. V roce 2013 figurovala v kampani její církve I'm a Mormon, kde otevřeně promluvila o tom, jak jí její víra pomohla v souboji během střední a vysoké školy. 25. prosince 2014 odpovídala na dotazy mormonské mládeže v živém vysílání.

## Turné
První turné Lindsey Stirling trvalo téměř rok a obsahovalo 122 koncertů v Severní Americe, Evropě, Asii a Austrálii. The Lindsey Stirling Tour začalo tři dny před vydáním debutového alba. Odstartovalo v Severní Americe a Kanadě v roce 2012. Za začátku roku 2013 Lindsey pokračovala v Evropě, kde se první koncert odehrál 22. května 2013 v Rusku. V srpnu se přidaly koncerty v Asii a Austrálii. Na konec turné přidala poslední koncert 4. září v Londýně. Turné bylo se 46 vyprodanými koncerty úspěšné a publikum na webu Ticketmaster.com ho ohodnotilo 4.8 hvězdičkami z 5.
- Turné 2012
- Turné 2013
- Turné 2014
- Turné 2015
- Turné 2016
- Turné 2017

## Ocenění
| Rok  | Nominace                      | Cena                  | Kategorie                 | Výsledek  |
| ---- | ----------------------------- | --------------------- | ------------------------- | --------- |
| 2005 | Lindsey Stirling              | America's Junior Miss | Spirit Award              | vítězství |
| 2013 | Lindsey Stirling              | Streamy Awards        | nejlepší choreografie     | vítězství |
| 2013 | Lindsey Stirling              | Streamy Awards        | nejlepší produkční design | nominace  |
| 2013 | Lindsey Stirling              | Streamy Awards        | nejlepší online hudebník  | nominace  |
| 2013 | Lindsey Stirling & Pentatonix | YouTube Music Awards  | nejlepší odezva roku      | vítězství |
| 2014 | Lindsey Stirling              | ECHO Awards           | crossover                 | vítězství |
| 2014 | Lindsey Stirling              | ECHO Awards           | mezinárodní objev roku    | nominace  |
| 2014 | Lindsey Stirling (album)      | Billboard Awards      | electronic/dance          | nominace  |
| 2014 | Lindsey Stirling              | Teen Choice Awards    | Web Star: Music           | nominace  |
| 2014 | Lindsey Stirling              | Streamy Award         | Hudební umělec roku       | vítězství |
| 2015 | Lindsey Stirling              | ECHO Awards           | Crossover                 | vítězství |
| 2015 | Lindsey Stirling              | YouTube Music Awards  | hudební umělec roku       | vítězství |
| 2015 | Lindsey Stirling              | Utah Film Awards      | nejlepší videoklip        | vítězství |
| 2015 | Lindsey Stirling              | Billboard Awards      | electronic/dance          | nominace  |
| 2015 | Shatter Me (album)            | Billboard Awards      | electronic/dance album    | vítězství |
| 2016 | Hallelujah                    | Streamy Awards        | nejlepší cover            | vítězství |
| 2016 | Lindsey Stirling              | Shorty Awards         | nejlepší YouTube hudebník | vítězství |
| 2017 | Brave Enough (album)          | Billboard Awards      | electronic/dance album    | vítězství |
| 2017 | Lindsey Stirling              | Billboard Awards      | electronic/dance          | nominace  |
| 2017 | Brave Enough (album)          | Žebřík                | nejlepší zahraniční album | vítězství |

## Diskografie
- 2010 – Lindsey Stomp
- 2012 – Lindsey Stirling
- 2014 – Shatter Me
- 2016 – Brave Enough
- 2017 – Warmer in the Winter
- 2019 – Artemis
- 2022 – Snow Waltz
- 2024 – Duality